# Plaine de Kewu
 (novembre 2013).

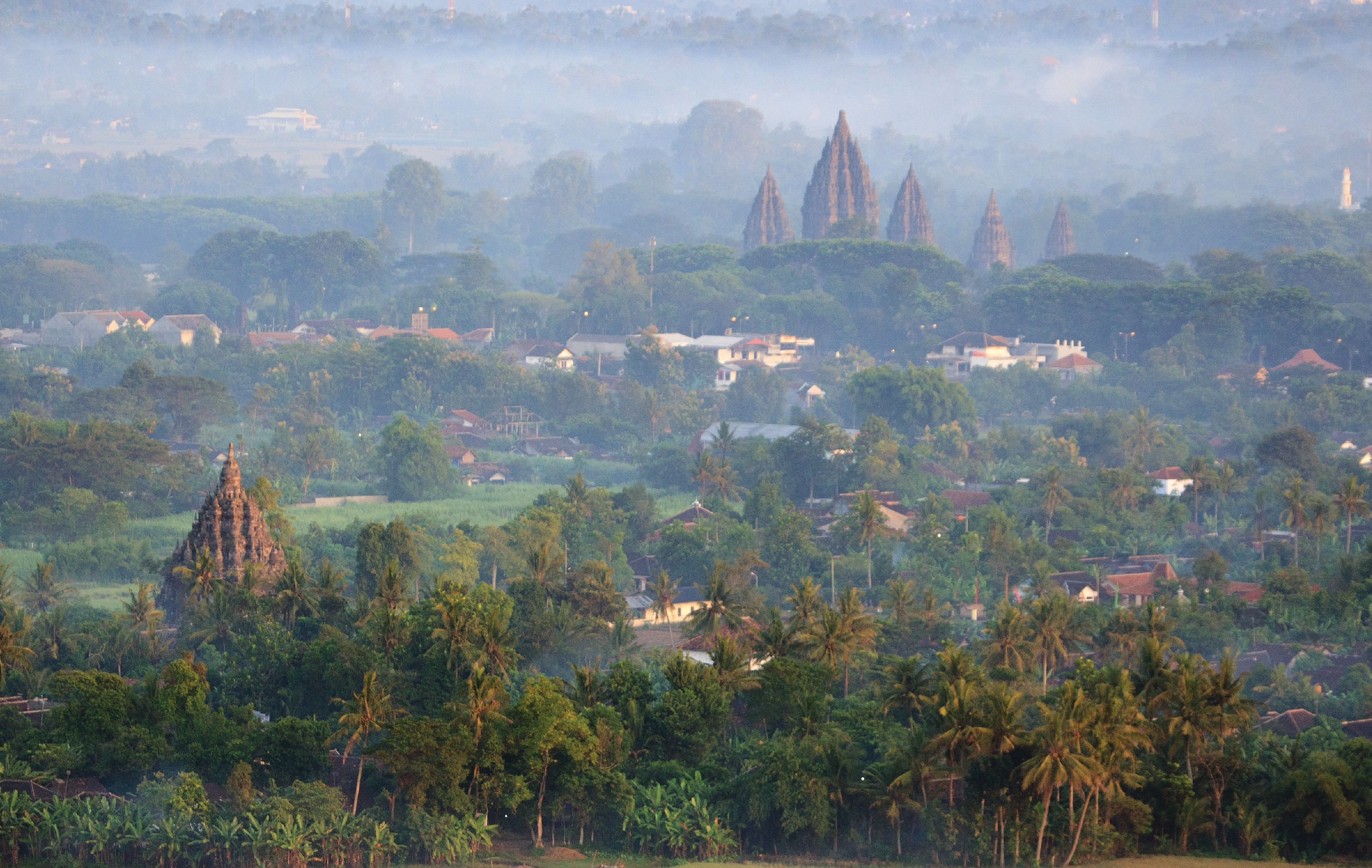
Le temple de Sojiwan et Prambanan vue depuis la colline du site de Ratu Boko.

La plaine de Kewu, également appelée plaine de Prambanan d'après le plus connu des temples qui s'y trouve, est une plaine volcanique fertile qui s'étend entre le volcan Merapi au nord, le fleuve Bengawan Solo à l'est, la plaine de Bantul et la formation karsttique des Gunung Sewu au sud, le fleuve Progo à l'ouest, et la plaine de Kedu  au nord-ouest. Elle est située à cheval sur le territoire spécial de Yogyakarta et les kabupaten (départements) de Sleman  et de Klaten et la ville de Surakarta dans la province de Java central).

## Agriculture

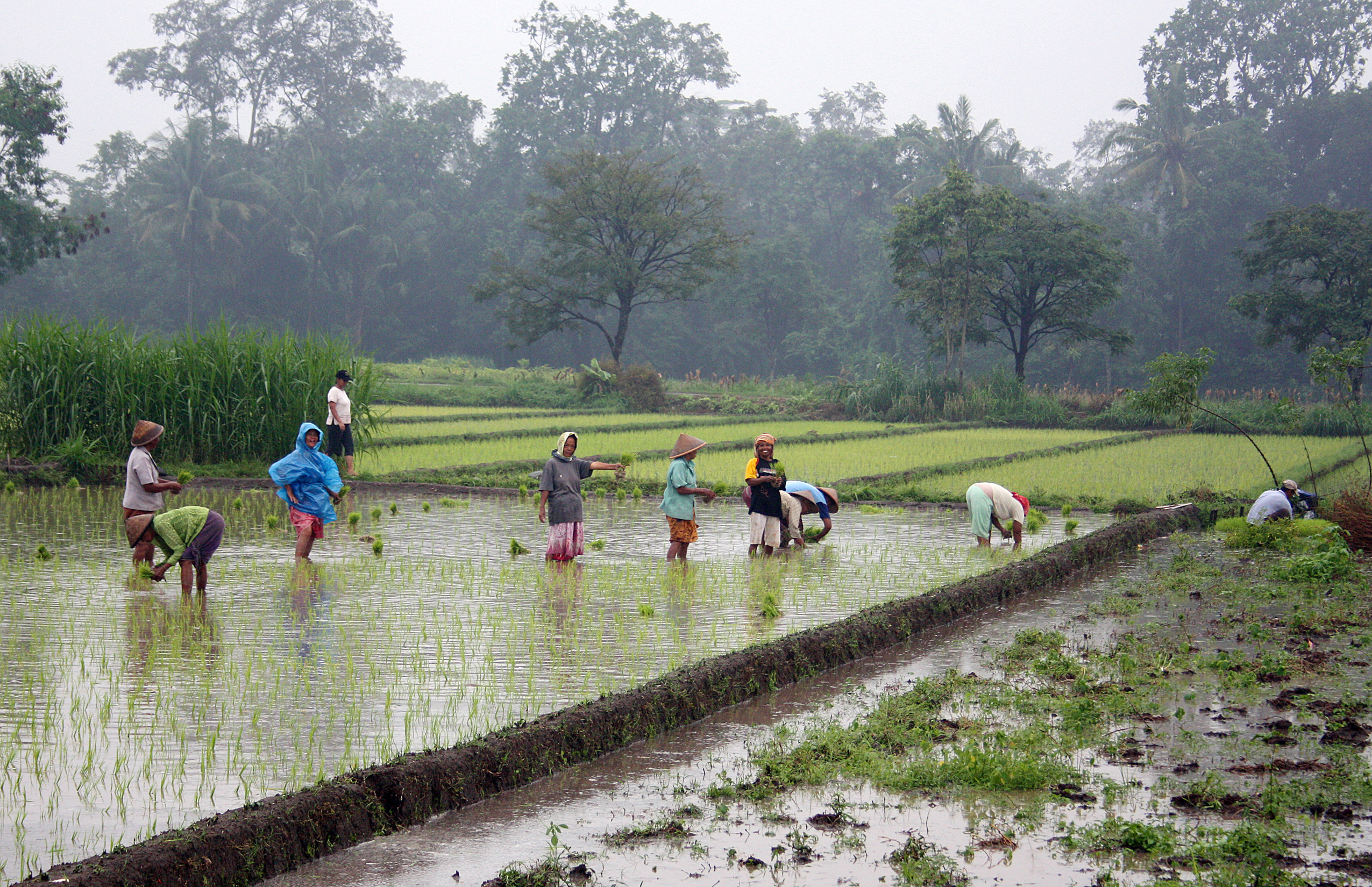
Paysannes plantant du riz près de Prambanan (2010).

## Sites archéologiques

- Temple de Kalasan. D'après l'inscription du même nom, c'est le plus ancien temple construit dans la plaine.

## Les temples de la plaine de Kewu

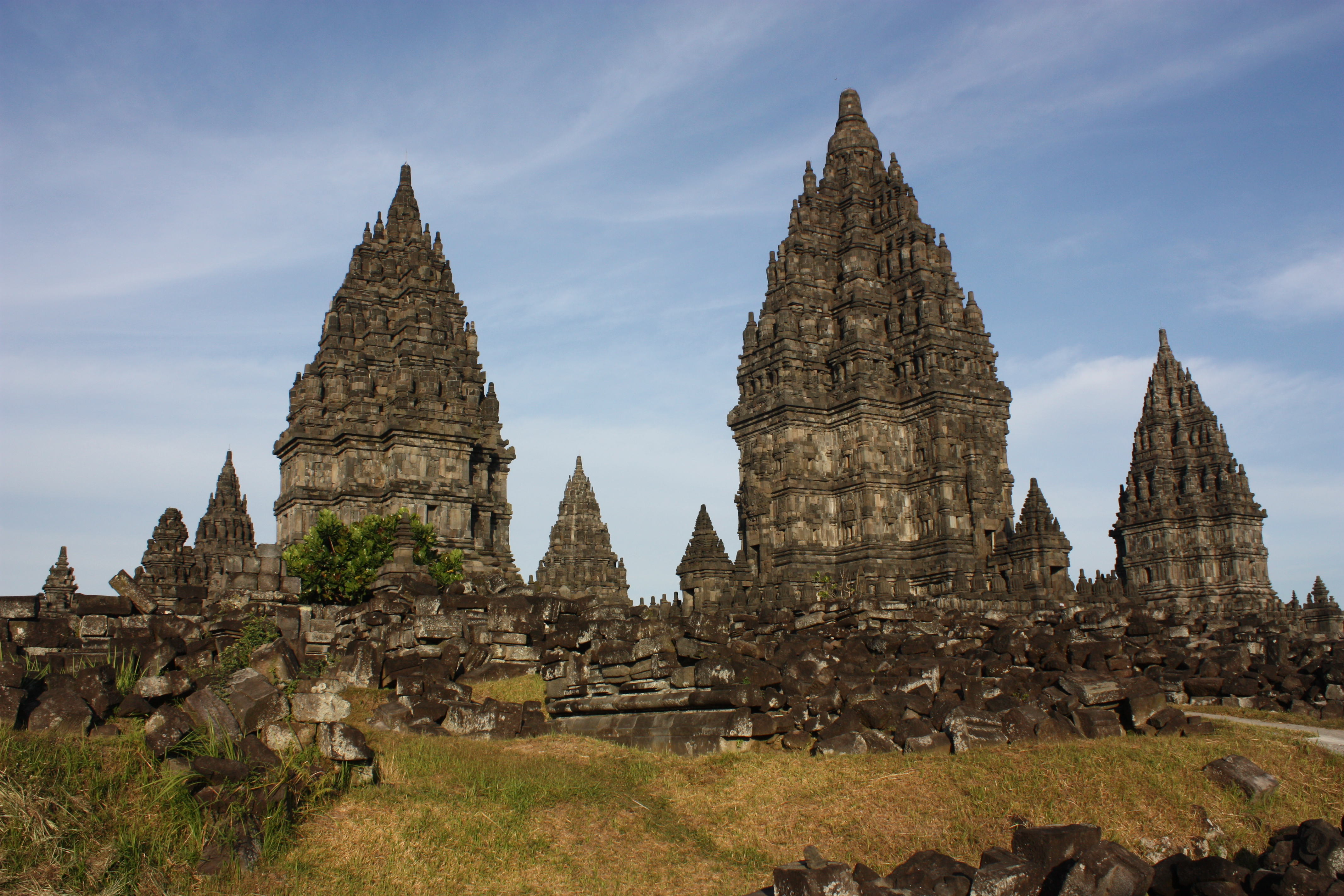
Prambanan
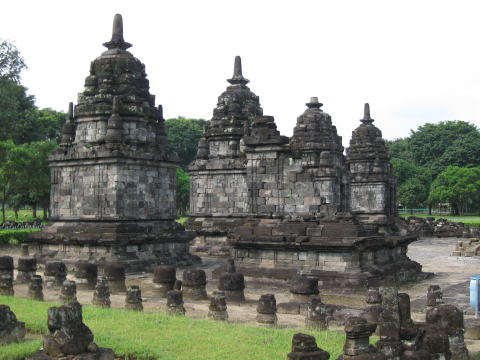
Lumbung
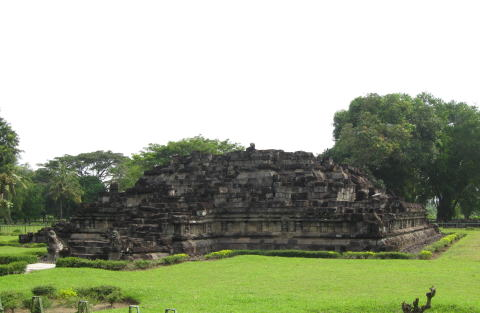
Bubrah
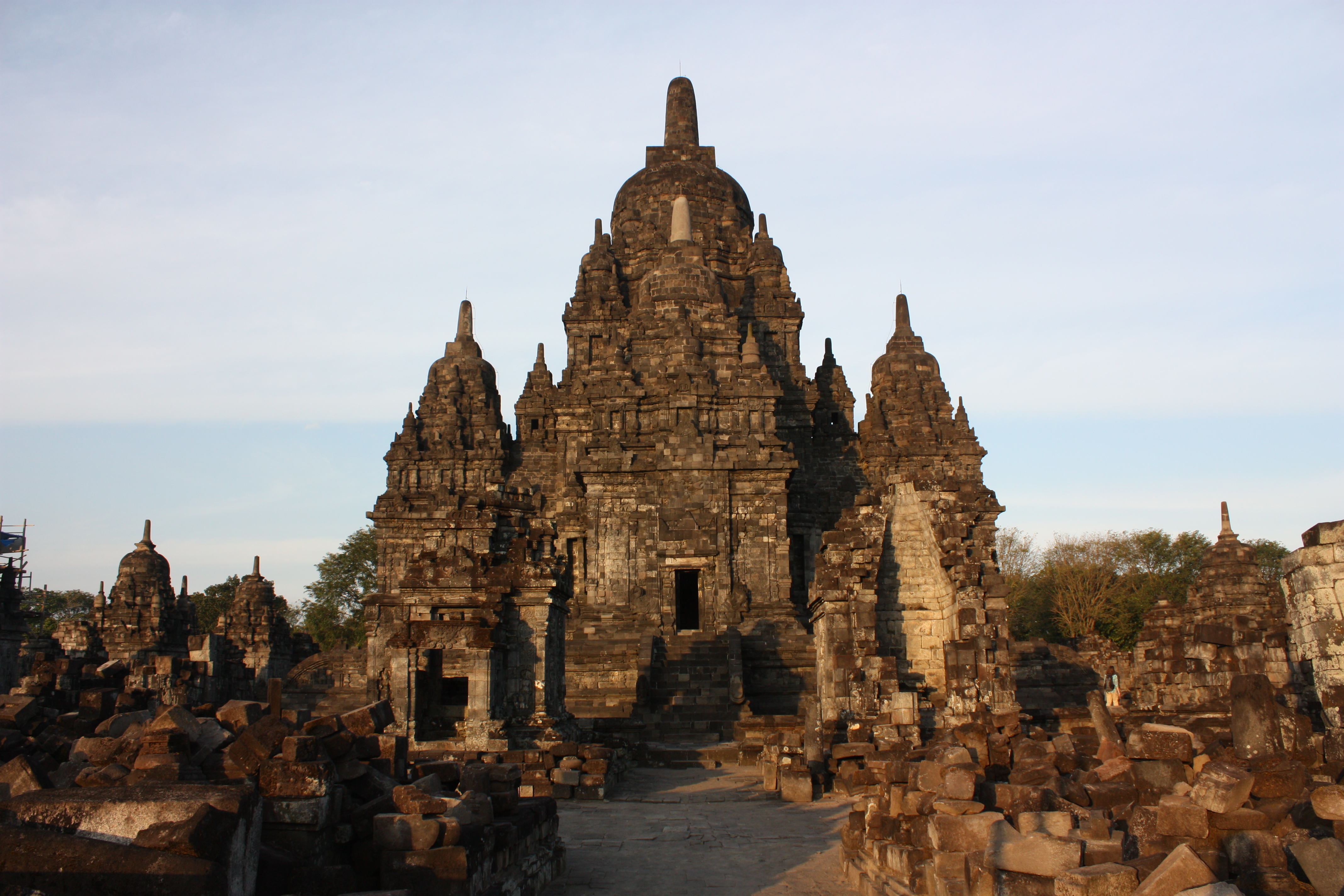
Sewu
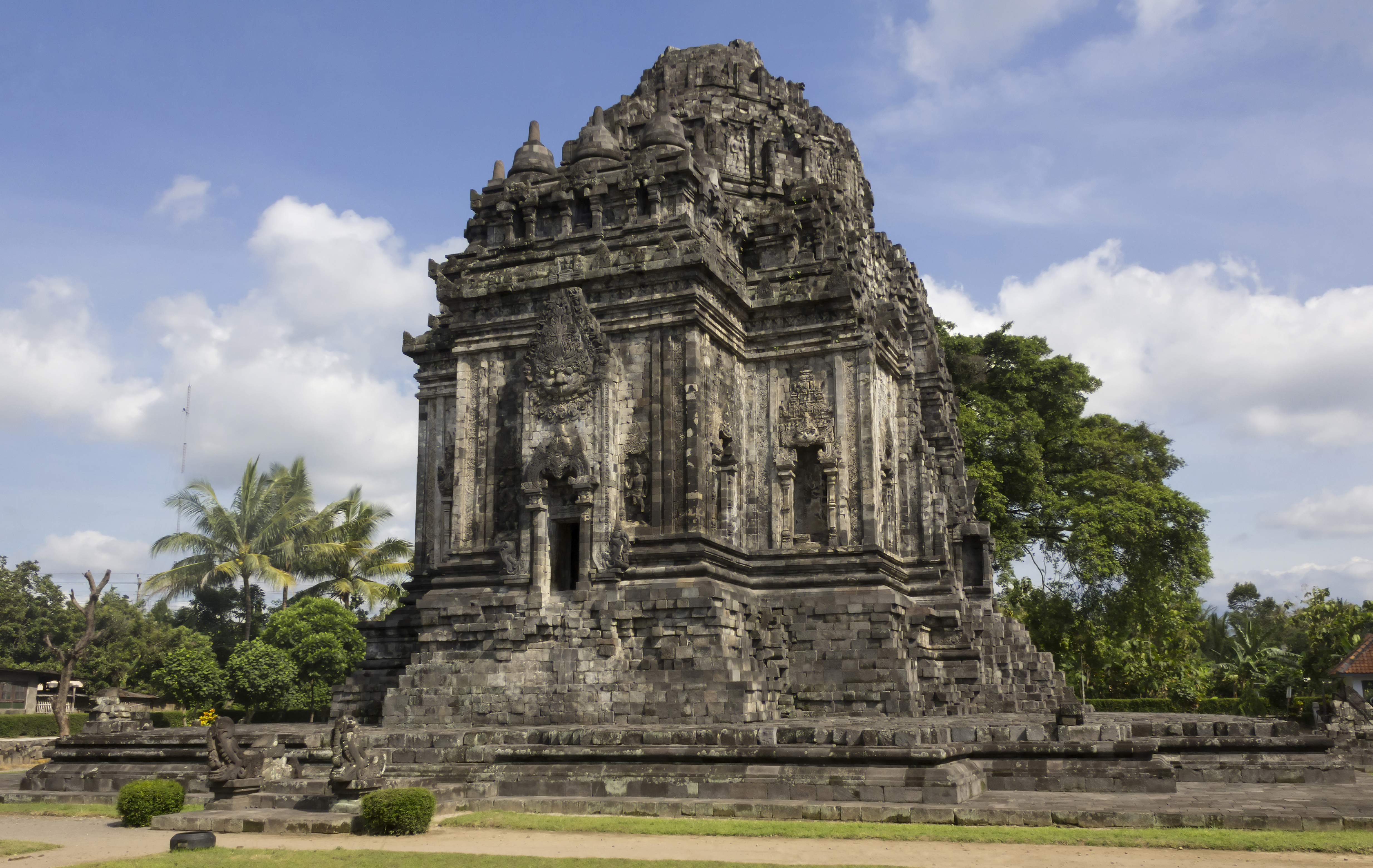
Kalasan
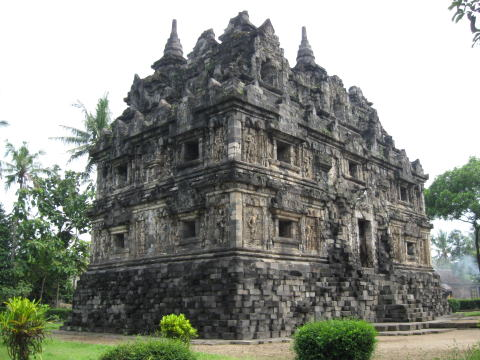
Sari
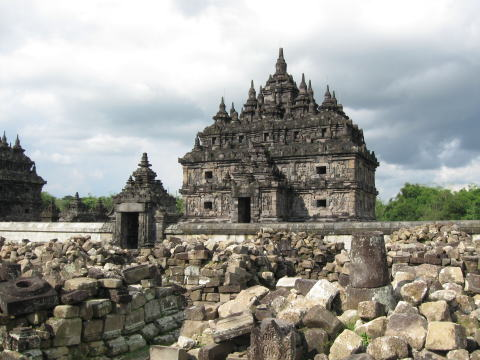
Plaosan Lor
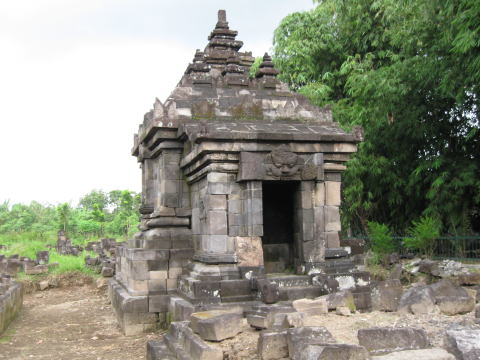
Plaosan Kidul
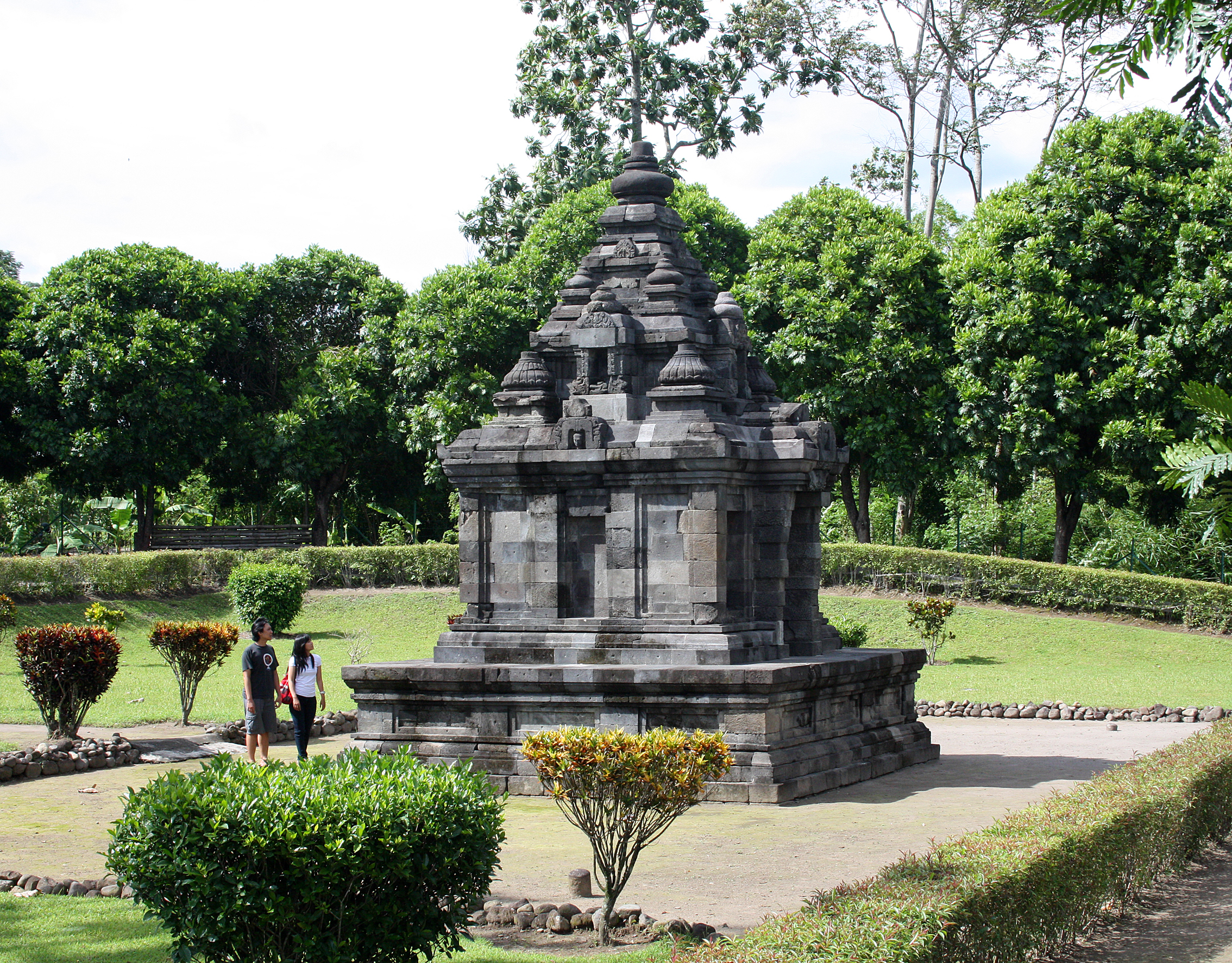
Gebang
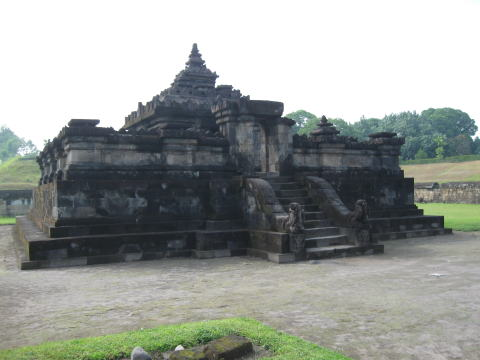
Sambisari
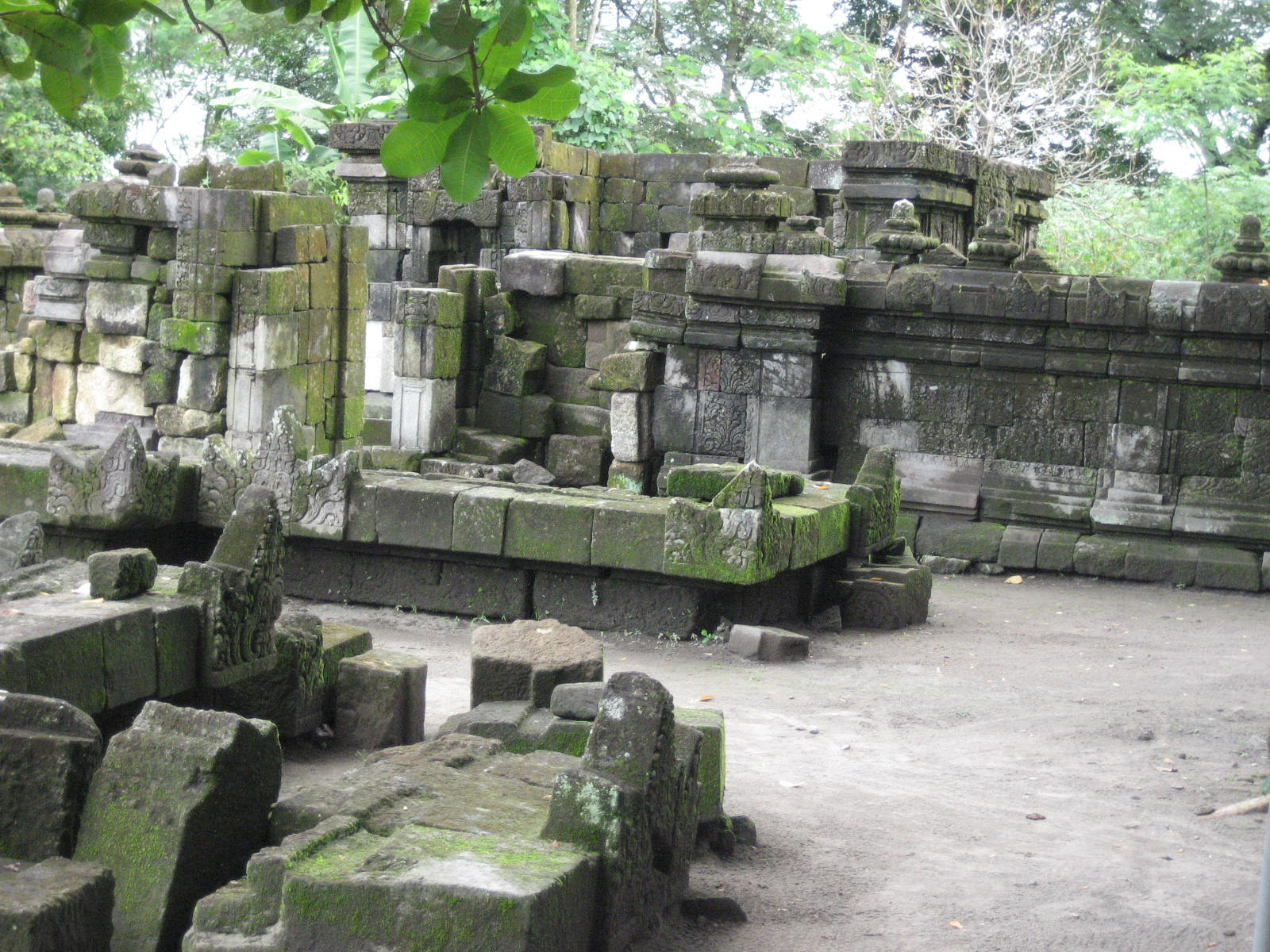
Kedulan
Kimpulan (Pustakasala)
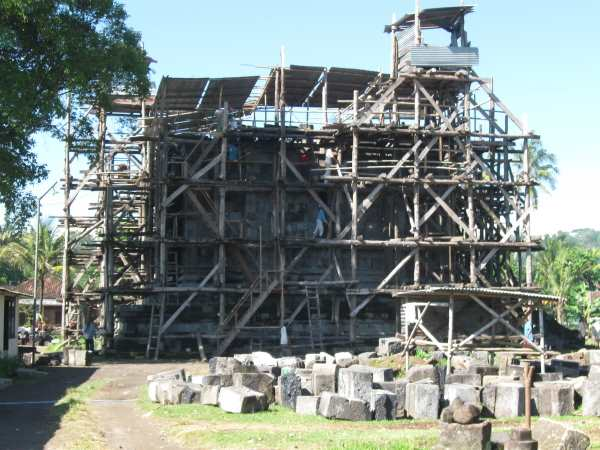
Sojiwan
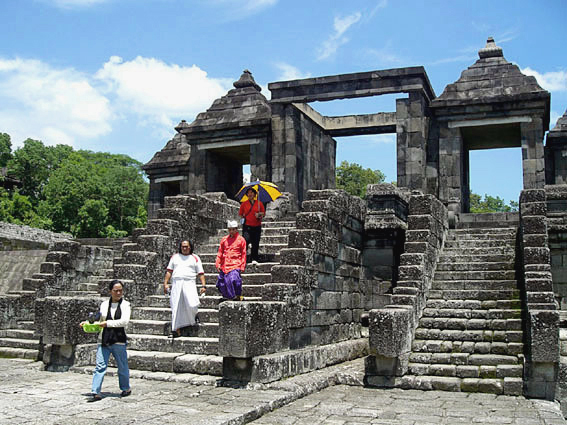
Ratuboko
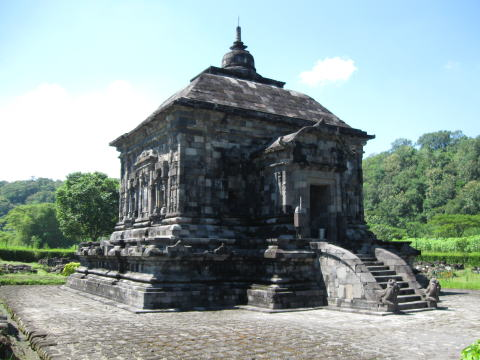
Banyunibo
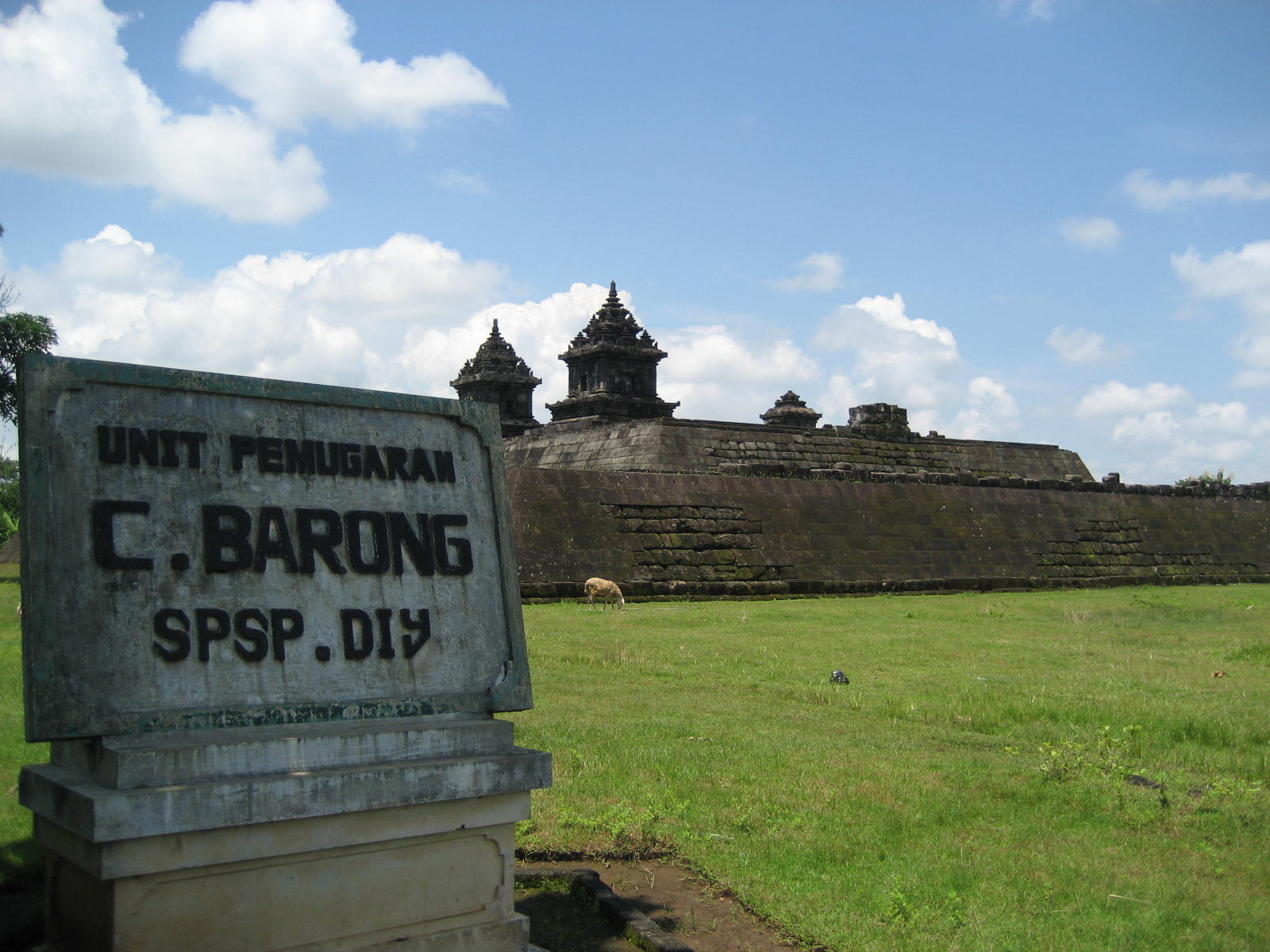
Barong
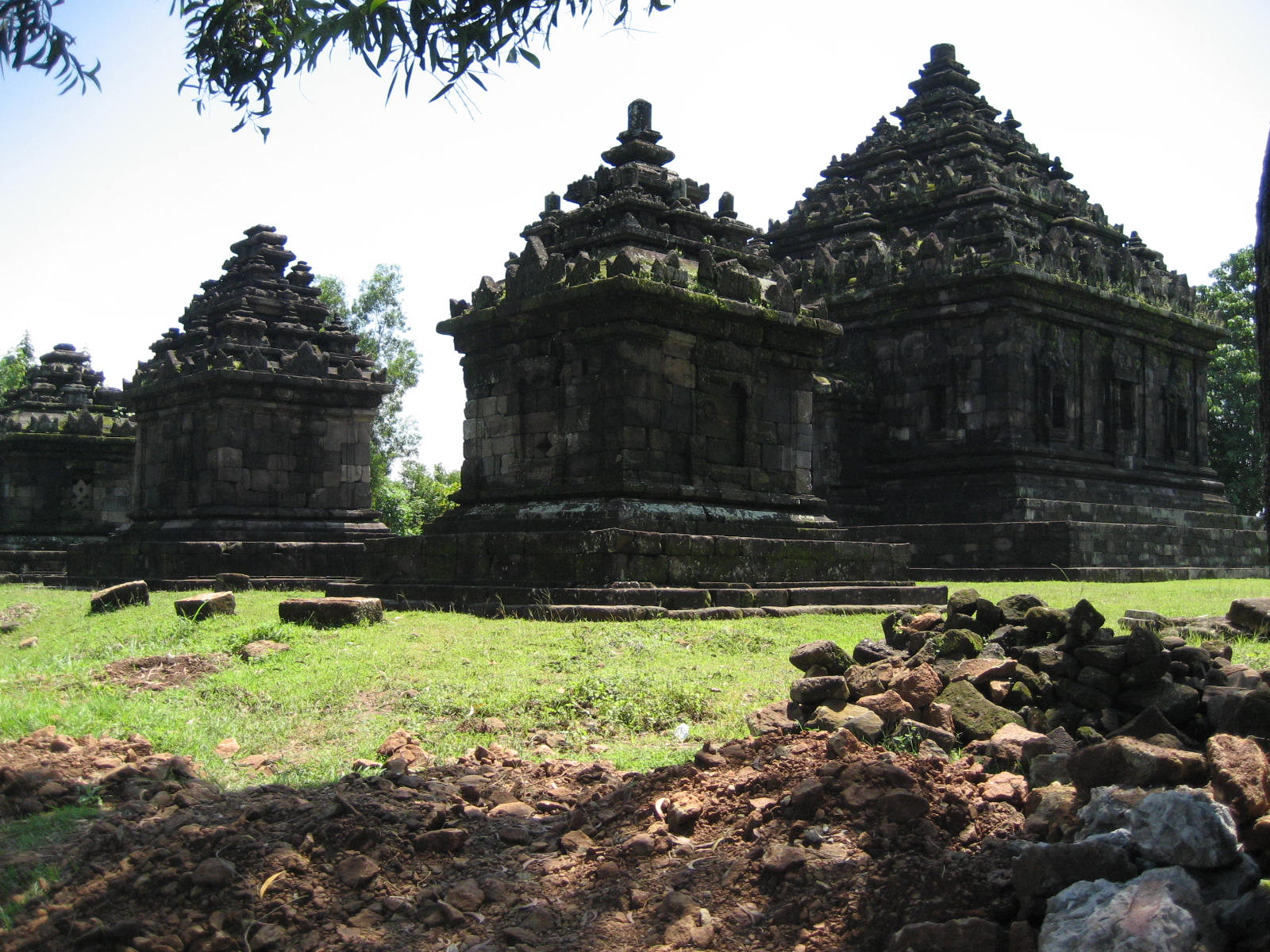
Ijo
Sari. Avril 2014.